# Ano Internacional da Criança
O ano de 1979 foi proclamado, pelas Nações Unidas, o Ano Internacional da Criança.

## História
A proclamação foi oficialmente assinada no 1° de janeiro de 1979, pelo secretário-geral das Nações Unidas, Kurt Waldheim. 
O seu objetivo foi o de virar as atenções para os problemas que afetam as crianças em todo o mundo, como por exemplo, a desnutrição e a falta de acesso à educação.
Muitos acontecimentos tiveram lugar entre os países membros da ONU, na tentativa de marcar o evento, incluindo o concerto Music for UNICEF, que teve lugar na Assembleia Geral da ONU, a 9 de Janeiro. Em 16 de dezembro de 1978, a Globo exibiu durante 24 horas, a sua programação especial dedicada ao Ano Internacional da Criança, chamada de Ano Internacional da Criança. O multi-artista Roberto Carlos participou da maratona televisiva, no Ginásio do Ibirapuera. A programação especial contou com a participação de cantores e todo o grande elenco da Rede Globo.